# Big Hero 6 (pel·lícula)
Big Hero 6 és una pel·lícula d'animació 3D estatunidenca de Disney de 2014, sent així la 54na pel·lícula animada de Disney. Es basa una mica en un clàssic de Marvel Comics amb el mateix nom. La pel·lícula està dirigida per Don Hall i Chris Williams i és protagonitzada per les veus de Scott Adsit, Ryan Potter, Daniel Henney, T.J. Miller, Jamie Chung, Damon Wayans Jr., Genesis Rodriguez, James Cromwell, Maya Rudolph i Alan Tudyk. Ha estat doblada i subtitulada al català.
Big Hero 6 es va estrenar a la 27na edició del Festival Internacional de Cinema de Tòquio, el dia 23 d'octubre de 2014, i al Festival de Cinema d'Abu Dhabi el 31 d'octubre. Als Estats Units, la pel·lícula va estrenar-se a cinemes el 7 de novembre de 2014. Va ser molt ben rebuda per la crítica i també va ser un èxit taquiller, recaptant més de 657.8 milions de dòlars mundialment i, convertint-se així, en la pel·lícula animada que més va recaptar durant el 2014. A la 87na edició dels Oscar, va guanyar el guardó a Millor pel·lícula d'animació. En la mateixa categoria, també va rebre nominacions pels premis Annie, els Globus d'Or i als BAFTA.
Entre 2017 i 2021, a Disney Channel i a Disney XD s'hi va estrenar una sèrie que continuava la història de la pel·lícula. Alguns dels actors que van donar veu als personatges a la pel·lícula, van reprendre els seus papers a la sèrie. Està previst que una altra sèrie, titulada Baymax! sigui estrenada a mitjans de 2022 a la plataforma digital de Disney+.

## Argument
Hiro Hamada és un noi de 14 anys que és un geni en robòtica i viu a la ciutat futurista de San Fransokyo. Molt del seu temps el passa apostant en guerres de robots. El seu germà gran, en Tadashi, el porta a l'Institut de Tecnologia de San Fransokyo, lloc on en Hiro coneix els amics d'en Tadashi, en Go Go, en Wasabi, en Honey Lemon i en Fred, en Baymax, un robot d'assistència mèdica, i el seu mentor, en Robert Callaghan, qui és el cap del programa de robòtica de la universitat. En Hiro decideix inscriure's a la universitat. A l'escola presenta el seu projecte: eixams de micro-robots que es poden alinear de qualsevol manera a través un transmissor neurocraneal i Callaghan l'accepta a l'escola. Un incendi comença i es diu que encara està a dins, en Tadashi corre cap a dins la universitat per salvar-lo, però l'edifici explota i els dos moren.
Dos setmanes més tard, en Hiro esta deprimit i, sense voler activa en Baymax. Els dos troben l'últim micro-robot d'en Tadashi i el segueixen fins a una nau abandonada i descobreixen que algú ha estat produint micro-robots en massa. Un home que porta una màscara de Kabuki els ataca amb un eixam de micro-robots. En Hiro sospita que l'incendi a la universitat no va ser accidental, sinó que va estar començat per l'home de la màscara per tal d'amagar el robatori dels micro-robots. Per tal de fer fer justícia i venjar la mort del seu germà, en Hiro equipa a en Baymay amb una armadura i un xip de batalla que conté moviments de karate. Els amics d'en Tadashi responen a la trucada d'en Baymax i arriben i són perseguits per l'home de la màscara. Es poden escapar fins a la mansió d'en Fred, on s'organitzen per combatre al vilà.
El grup segueix les traces de l'home de la màscara fins a un laboratori abandonat de Krei Tech, el qual havia estat utilitzar per fer proves de tele-transportació fins que va haver-hi un accident en el qual una pilot va desaparèixer durant la primera prova. L'home de la màscara ataca, però en Hiro aconsegueix treure-li la màscara i descobreix que és en Callaghanm, qui va utilitzar els micro-robots d'en Tadashi per fingir la seva mort. Enfadat, en Hiro treu en xip per salvar a les persones i li ordena que mati a en Callaghan, però en Honey torna a instal·lar el xip a últim moment, el què fa que en Baymax no el mati i que en Callaghan pugui escapar. El grup s'enfada amb en Hiro per fer un pas tant extrem
A casa, en Hiro intenta tornar a treure el xip a en Baymax, però aquest li bloqueja l'accés, explicant-li que no és la raó per la qual en Tadashi el va crear. Quan en Hiro plora pel seu germà, en Baymax li ensenya vídeos d'en Tadashi fent proves amb en Baymax per tal que pugui ajudar els altres. En Hiro es disculpa als seus amics. Vídeos del laboratori revelen que la pilot que es va perdre durant la prova va ser la filla d'en Callaghan, l'Abigail. En Callaghan intenta destruir la seu de Krei amb el portal de tele-transportació. Tot i que l'equip aconsegueix aturar a en Callaghan, els portal encara està actiu i és inestable.
En Baymax detecta que l'Abigail encara està viva a dins del portal i, amb en Hiro, entra a dins per tal de salvar-la. En Baymax és tocat per restes i això fa que s'apaguin els seus motors. Sense cap més opció, en Baymax demana a en Hiro que els desactivi i, aquest ho fa, però abans, en Baymax tira un coet per tal de propulsar a en Hiro i a l'Abigail cap a fora el portal abans que sigui destruït per en Callaghan. Aquest és detingut, però està tranquil ja que la seva filla està bé.
un temps més tard, en Hiro descobreix que el xip de salut d'en Baymax va quedar enganxat al coet. Reconstrueix en Baymax i els dos es tornen a reunir. La universitat premia a en Hiro amb una beca i dedica un edifici a en Tadashi. En Hiro, en Baymax i els seus amic continuen protegint la ciutat sota el nom de Big Hero 6.
A l'escena de post-crèdits, ensenya en Fred a la seva mansió parlant amb el retrat del seu pare i expressa la seva tristesa ja que no pot compartir els èxits amb ell, ja que el pare està lluny. Sense voler, obra una porta secreta i entra a una habitació plena de roba i equipament per a super-herois. El pare d'en Fred retorna i es reuneix amb el seu fill i li diu que han de parlar sobre moltes coses.

## Repartiment de veu
- Scott Adsit com a Baymax; un robot inflable que construeix en Tadashi per fer d'assistent mèdic. Don Hall va dir que en "Baymac veu el món des de la seca persepectiva única – ell només vol ajudar la gent i veu en Hiro com un pacient". El productor Roy Conli va dir que "El fet que el personatge és un robot, posa límits en con pot expressar els seus sentiments, però l'Scott era molt graciós. Ell va prendre aquests límits i va ser capaç de donar forma al llenguatge, de manera que es puguin sentir les emocions d'en Baymax i el seu sentit de l'humor."[14][15][16]
- Ryan Potter com a Hiro Hamada; un noi de 14 anys que és un prodigi en robòtica. Sobre el personatge, Hall va dir: "En Hiro fa la transició de noi fins a home, és una etapa dura per un nen i alguns adolescents el no desenvolupar una actitud sarcàstica o cansada. Per sort, en Ryan és un nen molt simpàtica. Així que, no importava el què feia, que era capaç de treure les pitjors part del personatge d'una manera que el va fer autèntic però atractiu."[14][15]
- Daniel Henney com a Tadashi; el germà gran d'en Hiro i el creador d'en Baymax. Respecte la relació entre en Hiro i en Tadashi, Conli va dir: "Volíem que primer fossin germans. En Tadashi és un mentor intel·ligent. El introdueix en Hiro als seus amics i què fan a San Fransokyo Tech. Quan en Hiro veu en Wasabi, la Honey, la Go Go i en Fred, s'adona que hi ha més món i que aquest li interessa molt."[14][15]
- T.J. Miller com a Fred; un fan dels còmics i la mascota de l'equip del San Fransokyo Institute of Technology. Parlant sobre Miller, Chris Williams va dir: "Realment ell és un estudiant de comèdia. Hi ha moltes capes en la seva actuació, així doncs, en Fred es va convertir en un personatge més ple que què tothom esperava.[14][15][17]
- Jamie Chung com a Go Go; una estudiant atlètica que s'especialitza en electromagnètica. Hall va dir: "Ella és un dona de poques paraules. Vam observar a missatgers amb bicicleta per insipirar-nos."[14][15][18][19][20]
- Damon Wayans Jr. com a Wasabi; un noi jove intel·ligent que s'especialitza en làsers. Sobre el personatge, William va comentar: "Ell és el més conservador, cautelós—ell és el més normal del grup. Així que ell és el que fa que la pel·lícula toqui de peus a terra durant el segon acte i, d'alguna manera, es converteix en la veu de l'audiència i destaca que es què estan fent és de bojos."[14][15]
- Genesis Rodriguez com a Honey Lemon; una entusiasta que la ciència del San Fransokyo Institute of Technology. Williams va dir: "És una persona del tipus got mig ple. Però té aquesta qualitat científica amb un centelleig al seu ull - hi ha més de la Honey del què sembla."[14][15]
  - Rodriguez va reprendre el seu paper pel doblatge de la pel·lícula en espanyol.[21]
- James Cromwell com a Robert Callaghan; el cap del programa de robòtica al San Fransokyo Institute of Technology. Es converteix en un vilà emmascarat molt poderós el qual vol revenja contra Krei.[15]
- Alan Tudyk com a Alistair Krei; un pioner, guru de la tecnologia i el CEO de Krei Tech. Sempre persegueix una altra gran cosa.[15]
- Maya Rudolph com a Cass; la tieta d'en Hiro i en Tadashi.[15][22]
- Katie Lowes com a Abigail; la filla del professor Callaghan i la pilot de prova de Frei Tech.[23]
- Daniel Gerson com el Sargent al despatx en el Departament de Policia de San Fransokyo.[23][24]
- Paul Briggs com a Yama; un gàngster que vol revenja amb em Hiro després que aquest últim el guanyés en una batalla clandestina de robots.[23]
- David Shaughnessy com a Heathcliff; el majordom de la família d'en Fred.[23][25]
- Billy Bush com a home de les notícies.[23][26]
- Stan Lee com el pare d'en Fred, el qual apareix en retrats durant el tour per la casa d'en Fred i un petit tros a l'escena de després de crèdits.[27][28]

## Producció

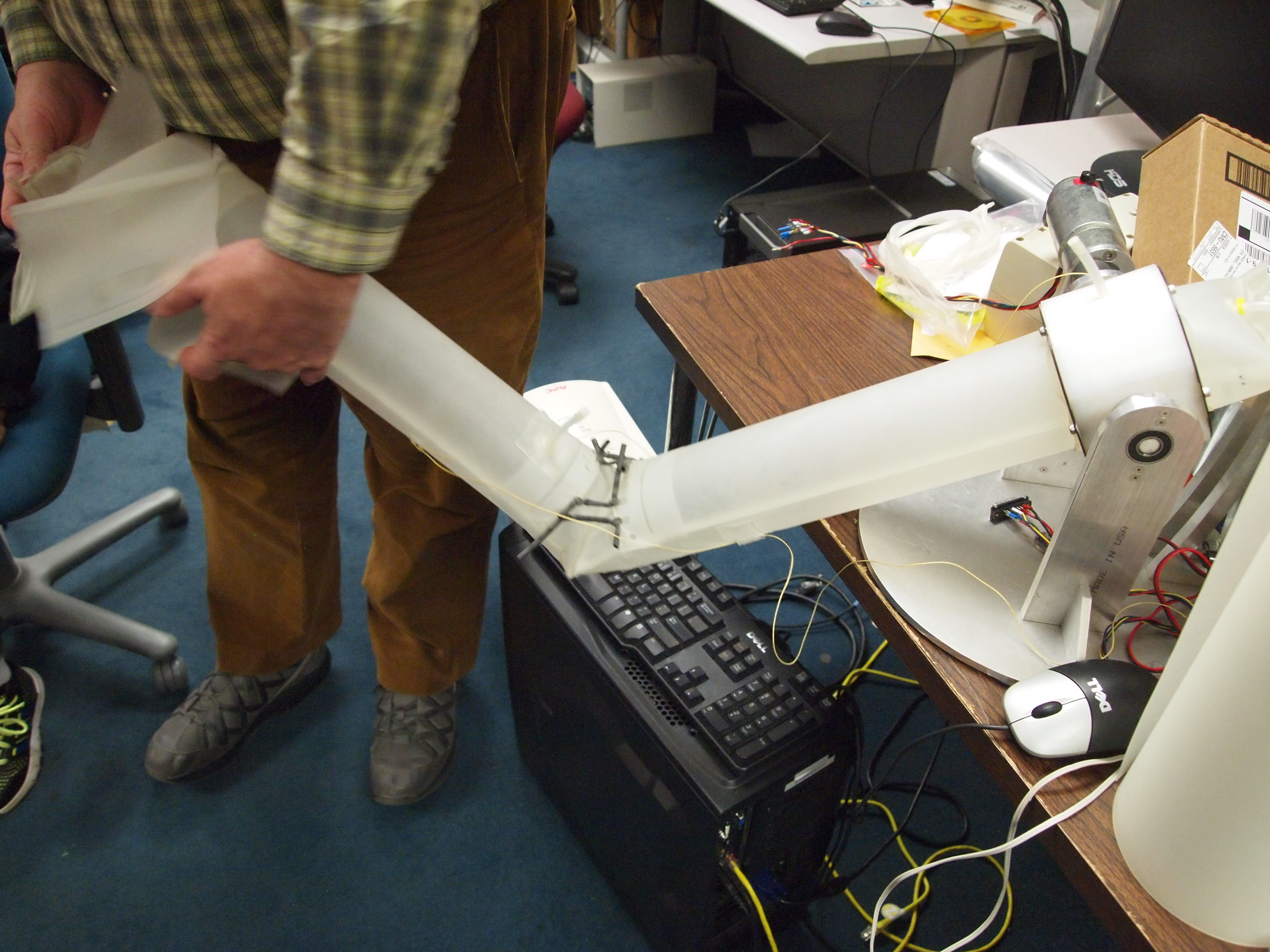
Un braç robòtic de vinil inflable en que es va inspirar el disseny de Baymax, dels investigadors en el camp de soft robotics a l'institut de Robòtica de la Universitat Carnegie Mellon.

Després de l'adquisició de Marvel Entertainment per part de Disney el 2009, el CEO Bob Inger va animar a les divisions de la companyia a explorar propietats de Marvel per tal de fer-ne adaptacions. Mentre dirigia  Winnie the Pooh, el director Don Hall, estava navegant a la base de dades de Marvel i es va trobar amb Big Hero 6, un còmic del qual mai n'havia sentit parlar. "Simplement em va agradar el títol", va dir. Va presentar la idea a John Lasseter el 2011 com una de les seves cinc idees per una pssoble producció per a Walt Disney Animation Studios i aquesta idea va agradar a Lasseter, Hall i Chris Williams (director de la pel·lícula Bolt.
El juny de 2012, Disney va confirmar que Walt Disney Animation Studios adaptaria la sèrie de Marvel Comics i que la pel·lícula estava en les primeres etapes de desemvolupament. Com que volien que el concepte de la pel·lícula fos nou i fresc, el cap d'història, Paul Briggs, qui també dona veu al personatge de Yama a la pel·lícula, només va llegir algunes publicacions dels còmics, mentre que el guionista Robert Baird va admetre que no n'havia llegit cap.
Big Hero 6 va ser produïda únicament per Walt Disney Animation Studios, tot i així, alguns membres de l'equip creatiu de Marvel van estar involucrats en la producció, entre ells, Joe Quesada, el cap creatiu de Marvel, i Jeph Loeb, el cap de Marvel Television. Des d'un principi, l'equip de producció va decidir no connectar la pel·lícula a l'Univers Cinemàtic de Marvel i, en comptes d'això, crear un univers per a la pel·lícula.
En quant al disseny d'en Baymax, Hall, en una entrevista, va dir: "Volia un robot que no s'hagués vist mai i alguna cosa del tot original. Això és una cosa difícil d'aconseguir, tenim molts robots a la cultura pop, tot des de The Terminator a WALL-E a C-3PO i per no mencionar els robots japonesos, no aniré cap allà. Així que volia fer una cosa original." Tot i que encara no sabien com seria el robot, l'artista Lisa Keene se li va ocórrer la idea que hauria de ser un robot que es pogués abraçar. Altres fonts d'inspiració per l'equip van ser anime japonès, com les pel·lícules de Hayao Miyazaki i Pokemon, a l'igual que joguines de Shogun Warriors. Durant les primeres etapes del procés, Hall i l'equip de disseny van fer un anat a l'Institut de Robòtica de la Universitat Carnegie Mellon, on van conèixer a un equip d'investigadors que treballaven en un nou cap dedicat als "robots tous" utilitzant vinil inflable, el qual s'utilitzaria com a inspiració pel disseny de vinil inflable d'en Baymax.

## Banda sonora
Henry Jackman va ser el compositor de la banda sonora de Big Hero 6. La banda sonora compta amb una cançó original titulada "Immortals", escrita i gravada per la banda americana de rock Fall Out Boy i que va ser llançada el 14 d'octubre de 2014 per Walt Disney Records. L'àlbum de la banda sonora va ser publicat digitalment el 4 de novembre de 2014 per Walt Dinsey Records i, el 24 de novembre, es va llançar el CD.
Totes les cançons foren compostes per Henry Jackman (excepte "Immortals", escrita per Fall Out Boy).
| 1.            | «Immortals»                    | Fall Out Boy  | 3:15  |
| 2.            | «Hiro Hamada»                  |               | 1:57  |
| 3.            | «Nerd School»                  |               | 2:12  |
| 4.            | «Microbots»                    |               | 1:46  |
| 5.            | «Tadashi»                      |               | 1:46  |
| 6.            | «Inflatable Friend»            |               | 1:56  |
| 7.            | «Huggable Detective»           |               | 1:35  |
| 8.            | «The Masked Man»               |               | 1:29  |
| 9.            | «One of the Family»            |               | 1:49  |
| 10.           | «Upgrades»                     |               | 2:27  |
| 11.           | «The Streets of San Fransokyo» |               | 4:08  |
| 12.           | «To the Manor Born»            |               | 1:15  |
| 13.           | «So Much More»                 |               | 3:01  |
| 14.           | «First Flight»                 |               | 2:35  |
| 15.           | «Silent Sparrow»               |               | 4:39  |
| 16.           | «Family Reunion»               |               | 2:39  |
| 17.           | «Big Hero 6»                   |               | 6:57  |
| 18.           | «I Am Satisfied with My Care»  |               | 5:29  |
| 19.           | «Signs of Life»                |               | 1:14  |
| 20.           | «Reboot»                       |               | 1:48  |
| Durada total: | Durada total:                  | Durada total: | 49:57 |

| 21.           | «Story» (English Version) | Ai            | 4:50  |
| Durada total: | Durada total:             | Durada total: | 54:07 |

## Estrena

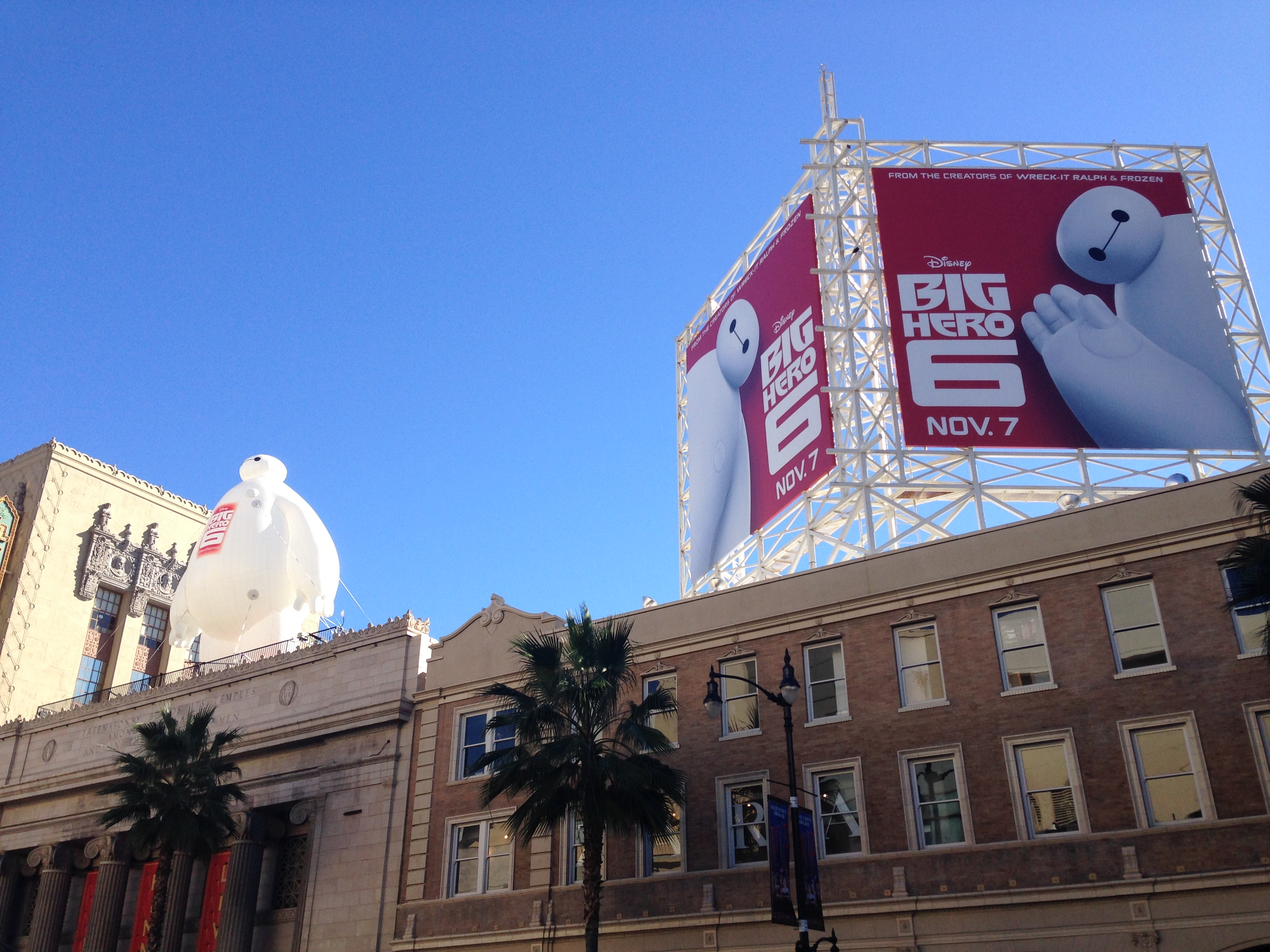
El Capitan Entertainment Centre

Big Hero 6 va ser estrenada al Festival Internacional de Cinema de Tòquio el 23 d'octubre de 2014 i va ser la pel·lícula d'obertura del festival. L'estrena mundial de la pel·lícula en 3D va tenir lloc al Festival de Cinema d'Abu Dhabi el dia 31 d'octubre de 2014. La pel·lícula va ser estrenada a cinemes nord-americans i canadencs el 7 de novembre de 2014.
A causa de les relacions tenses entre Corea del Sud i Japó, per a la versió coreana de la pel·lícula, el títol va passar a dir-se Big Hero, per evitar que la gent pensés que era una seqüela i també va ser editada per tal de treure totes les pistes que poguessin indicar l'origen japonès dels personatges. El nom del protagonista, Hiro Hamada, va passar a ser el de Hero Hamada i el nom del seu germà, Tadashi, va passar a ser Teddy. Alguns caràcters japonesos que sortien en pantalla, es van traduir a la llengua anglesa. Tot i així, a Corea, a través de les xarxes socials, va haver-hi controvèrsia ja que a l'habitació del protagonista hi havia imatges que s'assemblaven a la bandera japonesa del Sol Naixent.
A Espanya, Big Hero 6 va ser estrenada el 19 de desembre de 2022. El 28 de febrer de 2015, la pel·lícula va ser estrenada a la Xina.

## Recepció

### Recaptació
A Amèrica del Nord, Big Hero 6 ha recaptat un total de 222.5 milions de dòlars i a la resta del món 453.3, recaptant un total de 657.9 milions de dòlars mundialment. Calculant les despeses de la pel·lícula, Deadline va estimar que la pel·lícula havia guanyat un profit de 187.3 milions de dòlars. Mundialment, és la pel·lícula animada de 2014 que més diners va recaptar i la 27na pel·lícula animada de la història que més diners ha recaptat. Al aconseguir més de 500 milions de dòlars mundialment, va convertir-se en la quarta pel·Lícula de Dinsey de l'any 2014 en aconseguir-ho; les altres tres pel·lícules van ser: Guardians of the Galaxy, Maleficent i Captain America: The Winter Soldier.

### Crítica
Al lloc web de Rotten Tomatoes, Big Hero 6 compta amb una aprovació del 90%, basada amb 228 ressenyes, el qual li dona una nota de 7.4 sobre 10. El consens crítics diu: "Agradablement entretinguda i animada de manera brillant, Big Hero 6 té un ritme ràpid, ple d'acció i sovint commovedor." A Metacritic les 39 ressenyes de crítics, li han posat una nota de 74 sobre 100, indicant "generalment crítiques favorables".

## Premis i nominacions
| Data de la cerimònia | Premis             | Categoria                                                  | Nominat(s)                                                                | Resultat   | Ref.          |
| -------------------- | ------------------ | ---------------------------------------------------------- | ------------------------------------------------------------------------- | ---------- | ------------- |
| 11 de gener de 2015  | Premis Globus d'Or | Millor pel·lícula d'animació                               | Big Hero 6                                                                | Nominada   | [ 69 ]        |
| 30 de gener de 2015  | Premis ACE Eddie   | Millor edició d'una pel·lícula animada                     | Tim Mertens                                                               | Nominat    | [ 70 ] [ 71 ] |
| 31 de gener de 2015  | Premis Annie       | Millor pel·lícula animada                                  | Big Hero 6                                                                | Nominada   | [ 72 ] [ 73 ] |
| 31 de gener de 2015  | Premis Annie       | Millors efectes animats en una pel·lícula d'animació       | Michael Kaschalk, Peter DeMund, David Hutchins, Henrik Falt & John Kosnik | Guanyadors | [ 72 ] [ 73 ] |
| 31 de gener de 2015  | Premis Annie       | Millor disseny d'un personatge d'una pel·lícula d'animació | Shiyoon Kim & Jin Kim                                                     | Nominats   | [ 72 ] [ 73 ] |
| 31 de gener de 2015  | Premis Annie       | Millor direcció d'una pel·lícula animada                   | Don Hall & Chris Williams                                                 | Nominats   | [ 72 ] [ 73 ] |
| 31 de gener de 2015  | Premis Annie       | Millor storyboarding d'una pel·lícula d'animació           | Marc E. Smith                                                             | Nominat    | [ 72 ] [ 73 ] |
| 31 de gener de 2015  | Premis Annie       | Millor guió d'una pel·lícula d'animació                    | Robert L. Baird, Daniel Gerson & Jordan Roberts                           | Nominats   | [ 72 ] [ 73 ] |
| 31 de gener de 2015  | Premis Annie       | Millor edició d'una pel·lícula animada                     | Tim Mertens                                                               | Nominat    | [ 72 ] [ 73 ] |
| 8 de febrer de 2015  | Premis BAFTA       | Millor pel·lícula animada                                  | Don Hall & Chris Williams                                                 | Nominats   | [ 74 ] [ 75 ] |
| 15 de febrer de 2015 | Premis Satellite   | Millor pel·lícula d'animació o mix-media                   | Big Hero 6                                                                | Nominada   | [ 76 ] [ 77 ] |
| 22 de febrer de 2015 | Premis Oscar       | Millor pel·lícula animada                                  | Big Hero 6                                                                | Guanyadora | [ 26 ] [ 78 ] |